# Campionat de Catalunya de futbol 1926-1927
La temporada 1926-27 del Campionat de Catalunya de futbol fou la vint-i-vuitena edició de la competició. Fou disputada la temporada 1926-27 pels principals clubs de futbol de Catalunya.

## Primera Categoria

### Classificació final
| Pos | Equip            | PJ | PG | PE | PP | GF | GC | DG  | Pts | Classificació |
| --- | ---------------- | -- | -- | -- | -- | -- | -- | --- | --- | ------------- |
| 1   | FC Barcelona (C) | 14 | 11 | 1  | 2  | 64 | 20 | +44 | 23  | Campió        |
| 2   | CE Europa        | 14 | 10 | 0  | 4  | 34 | 21 | +13 | 20  |               |
| 3   | RCD Espanyol     | 14 | 7  | 3  | 4  | 29 | 19 | +10 | 17  |               |
| 4   | UE Sants         | 14 | 7  | 0  | 7  | 35 | 29 | +6  | 14  |               |
| 5   | CE Sabadell      | 14 | 5  | 4  | 5  | 31 | 34 | −3  | 14  |               |
| 6   | Gràcia FC        | 14 | 4  | 3  | 7  | 23 | 33 | −10 | 11  |               |
| 7   | Terrassa FC      | 14 | 4  | 1  | 9  | 20 | 45 | −25 | 9   |               |
| 8   | FC Badalona (O)  | 14 | 1  | 2  | 11 | 22 | 57 | −35 | 4   | Promoció      |

El FC Barcelona es proclamà campió de Catalunya. El FC Badalona, darrer classificat, hagué de disputar la promoció de descens. Per primer cop es tramitaren fitxes professionals al futbol català.

### Resultats finals
- Campió de Catalunya: FC Barcelona
- Classificats per Campionat d'Espanya: FC Barcelona i CE Europa
- Descensos: Cap (el Gimnàstic perd la promoció amb el Badalona)
- Ascensos: Cap (el Gimnàstic perd la promoció amb el Badalona)

## Segona Categoria
| Pos | Equip                   | PJ | PG | PE | PP | GF | GC | DG  | Pts | Classificació |
| --- | ----------------------- | -- | -- | -- | -- | -- | -- | --- | --- | ------------- |
| 1   | Club Gimnàstic (C)      | 14 | 8  | 3  | 3  | 25 | 14 | +11 | 19  | Campió        |
| 2   | CE Manresa              | 14 | 7  | 3  | 4  | 34 | 25 | +9  | 17  |               |
| 3   | CE Júpiter              | 14 | 7  | 2  | 5  | 23 | 19 | +4  | 16  |               |
| 4   | FC Martinenc            | 14 | 7  | 1  | 6  | 25 | 21 | +4  | 15  |               |
| 5   | UE Sant Andreu          | 14 | 7  | 1  | 6  | 26 | 24 | +2  | 15  |               |
| 6   | FC Lleida               | 14 | 5  | 3  | 6  | 14 | 24 | −10 | 13  |               |
| 7   | Iluro SC                | 14 | 4  | 2  | 8  | 19 | 24 | −5  | 10  |               |
| 8   | Atlètic de Sabadell (O) | 14 | 2  | 3  | 9  | 18 | 33 | −15 | 7   | Promoció      |

El Gimnàstic de Tarragona es proclamà campió de Primera B i es classificà per disputar la promoció d'ascens. L'Athletic de Sabadell, darrer classificat, hagué de disputar la promoció de descens.
En la promoció entre el darrer classificat de Primera A i el campió de Primera B:
| FC Badalona              | 3 - 0 | Gimnàstic de Tarragona |
| ------------------------ | ----- | ---------------------- |
| Castro · Forgas · Castro |       |                        |

 Camp de la UE Sants, Barcelona
| FC Badalona                   | 3 - 0 | Gimnàstic de Tarragona |
| ----------------------------- | ----- | ---------------------- |
| Garriga p. · Garriga · Castro |       |                        |

 Camp de Les Corts, Barcelona
El Badalona aconseguí mantenir la categoria a Primera A.

## Tercera Categoria
La tercera categoria del Campionat de Catalunya de futbol (anomenada Grup de Promoció de Segona Categoria) es disputà seguint criteris regionals.
A la demarcació de Barcelona estigué formada pels següents equips:
- Grup de Ponent: Colònia Güell, Alumnes Obrers de Vilanova, FC Santboià, Santfeliuenc FC, FC Vilafranca i CD Sitgetá
- Grup del Centre: Granollers SC, UA d'Horta, Joventut Terrassenca, Ripollet, Vic FC i Atlètic del Turó
- Grup de Llevant: Hospitalenc SC, Catalunya de Les Corts, FC Artiguenc, CS Calella, FC Canet i FC Poble Nou

Els campions foren el Vilafranca (ponent), el Granollers (centre) i el Canet (llevant). Els tres campions s'enfrontaren pel campionat de Barcelona de la categoria:
| Granollers SC | 5 - 3 | FC Vilafranca |
| ------------- | ----- | ------------- |
|               |       |               |

 Camp de Les Corts, Barcelona
| Granollers SC | 3 - 1 | FC Canet |
| ------------- | ----- | -------- |
|               |       |          |

 Camp de la UE Sants, Barcelona
| FC Canet | 5 - 3 | FC Vilafranca |
| -------- | ----- | ------------- |
|          |       |               |

 Camp del FC Martinenc, Barcelona
El Granollers SC es proclamà campió de Barcelona de tercera categoria.
Al campionat de Girona participaren els clubs Unió Sportiva Bisbalenca, Portbou FC, FC Palafrugell, Olot FC, Ateneu Deportiu Guíxols, Unió Sportiva de Girona, L'Escala FC i Unió Sportiva de Figueres. El FC Palafrugell es proclamà campió en obtenir 11 punts a la fase final, seguit de l'US Girona amb 7, l'Ateneu Deportiu amb 5 i l'Olot amb 1.
A Tarragona participaren els clubs Valls Deportiu, FC Vendrell, Helvetia, FC Tarragona, Riudoms Deportiu i Reus Deportiu. El campió fou el Reus Deportiu.
A Lleida fou campiona la Joventut Republicana.
Els quatre campions s'enfrontaren pel campionat de Catalunya de la categoria. El FC Palafrugell es proclamà campió de Catalunya després de derrotar els seus tres rivals:
| FC Palafrugell | 3 - 1 | Reus Deportiu |
| -------------- | ----- | ------------- |
|                |       |               |

 Camp del FC Palafrugell, Palafrugell
| Granollers SC | 2 - 3 | FC Palafrugell |
| ------------- | ----- | -------------- |
|               |       |                |

 Camp del Granollers SC, Granollers
| FC Palafrugell | 6 - 0 | Joventut Republicana de Lleida |
| -------------- | ----- | ------------------------------ |
|                |       |                                |

 Camp del FC Palafrugell, Palafrugell
Athletic de Sabadell i Palafrugell disputaren la promoció per la darrera plaça a Primera B:
| Athletic FC de Sabadell | 0 - 4 | FC Palafrugell                   |
| ----------------------- | ----- | -------------------------------- |
|                         |       | Bonal · Pons I · Abelard · Martí |

 Camp del Palamós SC, Palamós
| Athletic FC de Sabadell | 2 - 1 | FC Palafrugell |
| ----------------------- | ----- | -------------- |
| Sánchez · Cófreces      |       | Abelard        |

 Camp del FC Terrassa, Terrassa
| Athletic FC de Sabadell | 1 - 0 | FC Palafrugell |
| ----------------------- | ----- | -------------- |
| Sánchez                 |       |                |

 Camp del CE Júpiter, Barcelona
L'Athletic de Sabadell aconseguí mantenir la categoria a Primera B per la següent temporada.